# Il Tigrane (Alessandro Scarlatti)
Il Tigrane, o vero L'egual impegno d'amore e di fede è un'opera in tre atti di Alessandro Scarlatti su libretto di Domenico Lalli, ispirato alle Storie di Erodoto. Fu rappresentata per la prima volta al Teatro San Bartolomeo di Napoli il 16 febbraio 1715. Accanto alla parte seria vi sono scene comiche che coinvolgono i servi Dorilla e Orcone.

## Interpreti della prima rappresentazione
| Personaggio | Interprete                               |
| ----------- | ---------------------------------------- |
| Tigrane     | Nicolò Grimaldi, "Nicolini"              |
| Tomiri      | Marianna Benti-Bulgarelli, "la Romanina" |
| Meroe       | Angiola Augusti                          |
| Policare    | Giovanna Albertini, "la Reggiana"        |
| Doraspe     | Gaetano Borghi                           |
| Oronte      | Nicola Ippolito Cherubini                |
| Dorilla     | Santa Marchesini                         |
| Orcone      | Gioacchino Corrado                       |
| Eco         | Angiola Augusti                          |

## Trama

### Atto I
La regina Tomiri ha due figli. Uno è stato rapito ed è cresciuto come principe di Armenia, Tigrane. L'altro è stato ucciso da Ciro, re di Persia. Per vendicarne la morte, Tomiri ha combattuto e sconfitto Ciro con l'aiuto di Policare e Doraspe. In cambio del loro aiuto, Tomiri ha promesso di sposare uno dei due, ma è riluttante a prendere una decisione e si sente attratta da Tigrane, comandante dell'esercito alleato, inconsapevole che si tratta del proprio figlio. La figlia di Ciro, Meroe, è innamorata di Tigrane e giunge sotto travestimento alla corte di Tomiri, decisa a vendicare il padre. Tomiri affida a Tigrane la scelta di chi dovrà essere suo marito. Tigrane dice che quello tra i due re che saprà sconfiggerlo in combattimento avrà la mano di Tomiri. Policare e Doraspe complottano contro Tigrane.

### Atto II
Tomiri riesce a riconciliare i due re e Tigrane. Meroe sta per uccidere Tomiri nel sonno ma il piano è sventato da Tigrane, il quale, sorpreso con il pugnale di Meroe in mano, è accusato di avere tentato di assassinare Tomiri. Tigrane, temendo di mettere in pericolo Meroe, rifiuta di raccontare la verità e viene condannato a morte.

### Atto III
Tigrane sta per essere ucciso, ma Meroe rivela la propria identità. Ella viene condotta via in catene e Tigrane è liberato. Si scopre finalmente la vera identità di Tigrane e Tomiri può riunirsi al proprio figlio. Tomiri perdona Meroe e le concede di sposare Tigrane, poi sceglie Policare come marito.

## Discografia
- Alcuni brani dell'opera (Sinfonia, Un solo sospiro dal primo atto,  Ma qual cor e Se mai ti punse il cor dal secondo atto) sono inclusi nel CD Alessandro Scarlatti: Opera Arias, mezzosoprano Daniela Barcellona, orchestra Concerto de' Cavalieri diretta da Marcello di Lisa (Deutsche Harmonia Mundi 88697842162, 2011).